# 虹桥、望月桥
虹桥、望月桥是位于浙江省湖州市南浔区双林镇东栅的一组桥梁，一大一小，一横一竖，建于明洪武十六年（1383年）。两桥相接处有“还金亭”。1989年3月21日，虹桥、望月桥公布为第三批湖州市文物保护单位，编号3-8。